# Fleury Di Nallo
Fleury Di Nallo (Lione, 20 aprile 1943) è un ex calciatore francese, di ruolo attaccante.

## Carriera
Nato in una famiglia di poveri immigrati italiani, Di Nallo è con 222 reti il miglior marcatore nella storia del Lione, nonché il nono miglior marcatore nella storia del campionato transalpino. Nel suo palmarès vi sono 3 Coppe di Francia, ottenute tutte con la maglia del Lione (1964, 1967, 1973).

## Palmarès

### Club

#### Competizioni nazionali
- Coppa di Francia: 3

Olympique Lione: 1963-1964, 1966-1967, 1972-1973
- Supercoppa francese: 1

Olympique Lione: 1973